# Beckhoff Unternehmensgruppe
Die drei Unternehmen der Beckhoff Unternehmensgruppe haben ihren Ursprung im Jahr 1953, als Arnold und Elisabeth Beckhoff einen Gewerbebetrieb für Elektroinstallationshandwerk gründeten.
Die daraus entstandene Unternehmensgruppe hat seinen Sitz im ostwestfälischen Verl (Kreis Gütersloh) in Nordrhein-Westfalen und beschäftigt aktuell über 7.100 Mitarbeiter (November 2023) in den drei Familienunternehmen Elektro Beckhoff, Beckhoff Technik und Design und Beckhoff Automation.

## Historie der Unternehmensgründungen

### Gründung 1953
Der Elektromeister Arnold Beckhoff und seine Ehefrau Elisabeth Beckhoff gründeten am 30. Oktober 1953 in der ehemaligen Gemeinde Bornholte (heute Ortsteil der Stadt Verl) ihre Firma als Einzelunternehmen.

### 1971 bis 1980
Arnold Beckhoff, genannt Arno, begann 1971 eine Ausbildung seine Lehre im elterlichen Elektromeisterbetrieb. Hans Beckhoff startete 1980 mit dem Bau von Schaltschränken und der Entwicklung von mikroprozessorbasierten Industrieelektroniken im Unternehmen, was zur Gründung des Unternehmensbereich Beckhoff Industrie-Elektronik (heute Beckhoff Automation GmbH & Co. KG) führte.

### 1981
Im Jahr 1981 verstarb der damals 56-jährige Firmengründer und Familienvater Arnold Beckhoff. Seine Ehefrau Elisabeth Beckhoff übergab das Unternehmen daraufhin an ihre vier Kinder Hans, Arnold, Marlies und Michael, die das Unternehmen als GmbH weiterführten.

### 2005
2005 wurde die Elektro Beckhoff GmbH in die drei eigenständigen Unternehmen Elektro Beckhoff GmbH, Beckhoff Technik und Design GmbH und Beckhoff Automation GmbH aufgeteilt.

### 2023
Die beiden Unternehmen Elektro Beckhoff GmbH und Beckhoff Technik und Design GmbH feierten ihr 70-jähriges Jubiläum seit Firmengründung.

## Unternehmensprofile
Elektro Beckhoff: Führt den ursprünglichen Unternehmensbereich Elektroinstallation im Gebäude weiter und beschäftigt rund 1.015 Mitarbeiter an 12 Standorten in Deutschland. Die Geschäftsführung setzt sich aus Mitgliedern der zweiten und dritten Familiengeneration zusammen.
Beckhoff Technik und Design: Entstanden aus dem Bereich Elektrofachhandel, wird das Unternehmen von der zweiten Familiengeneration geführt und beschäftigt rund 80 Mitarbeiter.
Beckhoff Automation: Gegründet von Hans Beckhoff, entwickelt und produziert das Unternehmen alternative Technologien und Produkte zur traditionellen Steuerungstechnik auf Basis der PC-Control-Philosophie. Die Umwandlung in eine GmbH & Co. KG erfolgte 2015. Heute ist Beckhoff Automation ein Technologieunternehmen der Automatisierungstechnik für die industrielle Fertigung, Prozessindustrie, Energieindustrie, Entertainmentindustrie und Gebäudeautomation.